# Орландо Сіті

Переможець Кубку Світу та гравець національної збірної Бразилії Кака

Основний Склад ФК Орландо Сіті перед грою з Нью-Йорк Сіті 5 березня 2017 р.

Орландо Сіті (англ. Orlando City SC) — професіональний футбольний клуб зі США, який базується в місті Орландо, штат Флорида. Виступає у Східній Конференції Major League Soccer (MLS). Орландо Сіті почав свої виступи у 2015 році в зв'язку зі збільшенням кількості команд ліги. Клуб є першою франшизою в MLS, яка знаходиться у штаті Флорида, з моменту скорочення лігою у 2001 році кількості команд з 12 до 10, коли Флорида буда представлена Маямі Ф'южн та Тампа Бей М'ютіні.

## Історія
25 жовтня 2010 року Філ Роулінз та його інвестиційна група футбольного клубу Орландо Сіті заявила про намір протягом трьох-п'яти років приєднатися до MLS. 28 лютого 2011 року Орландо Сіті оголосив про зустріч з комісаром MLS Доном Ґарбером та посадовими особами з ліги що до розширення. Обговорювані теми включали демографію ринку Орландо, місцеву корпоративну та фанатську підтримку футболу, а також розробка дорожньої карти для майбутньої франшизи MLS в Орландо. Офіційні особи зі штату Орландо Сіті зустрілися з комісаром Доном Ґарбером знову 10 листопада 2011 року для подальшого обговорення питань про вступ до складу MLS у ролі 20-го клубу, місце якого, в підсумку, зайняв Нью-Йорк Сіті у 2013-му.
1 березня 2012 року Ґарбер відвідав Орландо для того, щоб зустрітися з міськими та окружними посадовцями. Він заявив — «Питання не в тому чи буде Орландо Сіті у складі MLS, а в тому коли це відбудеться.» 31 серпня 2012 Роулінз повідомив Orlando Business Journal, що клуб може отримати дозвіл від MLS на початку осені 2013 року, та грати у MLS вже у 2014 чи 2015 році. Роулінз сказав що ліга дасть дозвіл в разі будівництва чисто футбольного стадіону на 22 000 місць. «Завершення будівництва стадіону повинно було відбутися не обов'язково до вступу клубу до ліги, але ліга повинна бути запевнена щодо планового впровадження цієї мети в реальність».
19 листопада 2013 року ФК Орландо Сіті був оголошений 21-ю франшизою в лізі.Вартість вступу клубу до ліги склала $70 мільйонів. 13 травня 2014 року команда представила свій новий логотип. 9 червня 2014 року клуб оголосив про початок партнерських відносин з лісабонською Бенфікою. Частиною партнерства між клубами стало підписання двох юніорів зі складу Бенфіки U19 — Естрели та Рафаеля Рамоса — до складу клубу MLS 7 серпня 2014 року. 30 червня 2014 року команда підписала гравця національної збірної Бразилії Кака, який перейшов до складу клубу з Мілану, вперше у своїй історії застосувавши Правило призначеного гравця та відправивши його до Сан-Паулу в оренду ще до початку сезону.
21 листопада 2014 року Адріан Гет дав згоду на продовження свого контракту до кінця сезону 2017 року в MLS. Як команда, яка потрапила під розширення, вона отримала перший пік Супердрафту у 2015 році, вибравши на ньому канадського форварда Кайла Ларіна, що перейшов з команди Коннектикут Хаскі.

### Перший сезон
Першу свою гру у MLS клуб зіграв 8 березня 2015 року на стадіоні «Сайтрус Боул» проти команди, яка також у 2013 році разом з «Орландо Сіті» отримала право на участь у MLS — «Нью-Йорк Сіті», при підтримці 62 610 вболівальників. Міккель Діскеруд відкрив рахунок за команду гостей, при цьому за фол на Давиді Вільї, який є гравцем нью-йоркського клубу за Правилом призначеного гравця, Орел'єн Коллен отримав червону картку, але Кака у компенсований час зробив рахунок рівним — 1-1, забивши гол зі штрафного удару. Далі на шляху Орландо Сіті у другому турі було х'юстонське Динамо, у цьому матчі клуб з Флориди здобув першу у своїй історії перемогу у MLS. Голкіпер господарів Тайлер Дерік забив гол у свої ворота на 74-й хвилині, піддавшись натискові Педро Ріб'єро, який вийшов на заміну, зробивши рахунок 0-1 — цей рахунок протримався до кінця матчу. 21 березня Орландо Сіті зазнав своєї першої поразки, пропустивши гол в компенсований час від Октавіо Ріверо, таким чином програвши матч Ванкувер Вайткепс.
Орландо Сіті закінчив сезон на 7-му місці у Східній Конференції, та на 14-му загальній таблиці, залишившись на відстані однієї позиції від плей-офф MLS, вибувши з боротьби за кубок. Ларін забив 17 м'ячів за сезон, подолавши рекорд Дамані Ральфа, у якого було 13 м'ячів, та виграв премію Найкращого новачка року в MLS.

## Стадіон

Орландо Сіті Стедіум на матчі проти «Сан-Хосе Ерсквейкс» 21 квітня 2018 р.

У квітні 2013 року влада міста Орландо за $8.2 мільйона придбала землю у центрі міста для будівництва на ній стадіону MLS вартістю $110 мільйонів. Але у травні 2013 року Палата Представників Флориди не змогла затвердити законопроєкт що вже пройшов слухання у Сенаті і мав забезпечити виділення $30 мільйонів з бюджету штату. У відповідь на цю подію Філ Роулінз заявив про те що буде шукати нові шляхи фінансування будівництва, та забезпечення розширення MLS до Орландо. У підсумку 25 квітня 2014 року був затверджений механізм що дозволяв спрямувати бюджетні кошти отримані з податку на продаж на розвиток команд MLS у штаті.
Пошук коштів на будівництво стадіону значно просунувся коли голова Округу Оранж Тереза Джейкобс та Мер Орландо Бадді Дайєр досягли домовленостей щодо підтримки різноманітних фінансових проєктів у місті Орландо, включаючи новий футбольний стадіон MLS. Останню частину грошей на будівництво стадіону було вирішено виділити з бюджетних коштів що були зібрані з податку на туризм. 22 жовтня 2013 року рада уповноважених округу Оранж з результатом 5 проти 2 проголосувала за виділення $20 мільйонів доларів на будівництво багатоцільового футбольного стадіону у центрі міста Орландо вартістю $84 мільйона.
29 травня 2015 року, після двох років невдалих спроб знайти бюджетне фінансування будівництва нового стадіону, Аугусто Да Сільва заявив що будівництво стадіону на 100 % буде профінансоване за рахунок приватних коштів і клуб буде володіти та керувати ним. Також він повідомив про підвищення місткості стадіону, і тепер вона буде становити між 25 000 та 28 000, ще він додав що клуб має бажання придбати у міста землю де з самого початку планувалось будівництво стадіону.
5 березня 2017 року відбувся перший матч на новому стадіоні, у якому Орландо Сіті приймав свого принципового суперника «Нью-Йорк Сіті». Матч відкриття завершився перемогою господарів з рахунком 1:0, перший гол на новому стадіоні забив молодий канадський нападник господарів Кайл Ларін.

### Кемпінґ Ворлд Стедіум

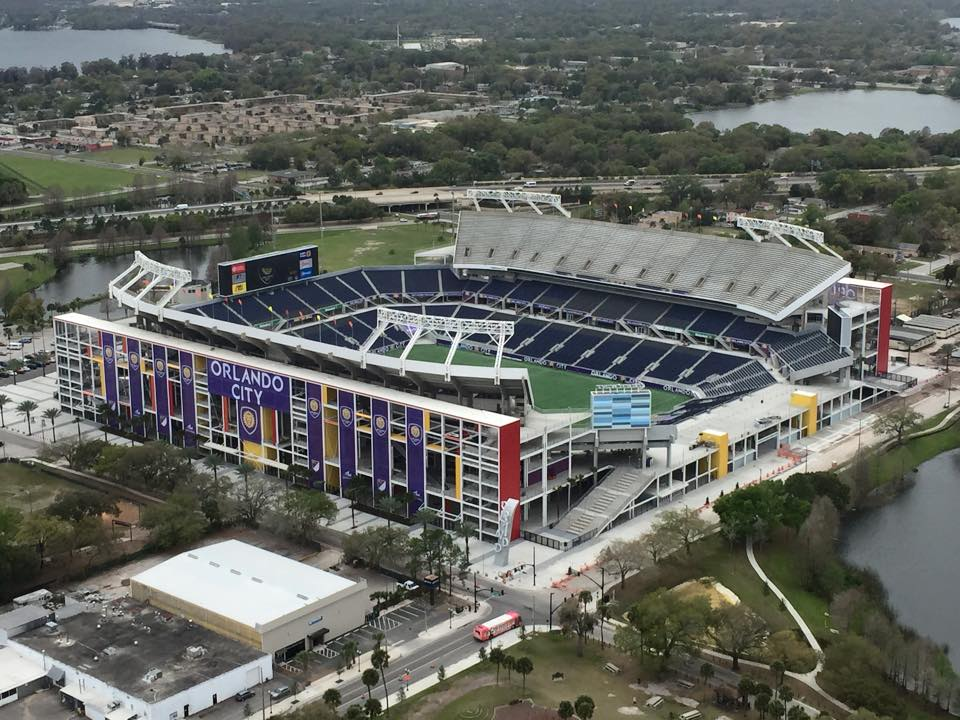
Кемпінґ Ворлд Стедіум.

Було вирішено що до завершення будівництва свого стадіону «Орландо Сіті» перші два сезони у MLS «леви» проведуть на стадіоні «Сайтрус Боул», інвестуючи при цьому гроші у ремонт стадіону. У своєму першому матчі в історії вболівальники Орландо заповнили стадіон, таким чином успішно завершивши кампанію «#FillTheBowl», яку проводив клуб до початку свого першого сезону в MLS. Під час виступів на цьому стадіоні Орландо Сіті мав один з найкращих показників відвідуваності домашніх матчів, що становив у середньому 30.000 глядачів за гру.

## Система Розвитку
На відміну від інших американських спортивних ліг, MLS на пряму не керує нижчими за класом лігами, але ліга підтримує партнерські відносини з клубами USL. Раніше у Орландо Сіті був договір про злиття з клубом Луїсвілл Сіті, цей клуб купив ліцензію USL у власників Орландо Сіті. Цим договором було передбачено, що Орландо Сіті буде здавати в оренду до Луїсвілля щонайменше чотирьох гравців протягом сезону. Але 2016 року договір не був подовжений і власники Орландо Сіті заснували новий клуб USL у місті Мельборн, штат Флорида, клуб отримав назву Орландо Сіті Б.
У перший рік існування професійного футболу у Орландо, клуб у союзі з футбольною командою центральної Флориди «Крейз», заснували молодіжну команду що мала виступати у лізі розвитку USL. Після першого вдалого сезону Орландо Сіті викупив контрольний пакет акцій клубу Крейз і перейменував його в Орландо Сіті U-23. За час свого існування команда виховала декілька нинішніх та колишніх гравців MLS, та вигравала лігу розвитку USL у 2004 році. Крім того в 2011 році Орландо Сіті придбав молодіжний футбольній клуб «Флоридський Футбольний Альянс» та перейменував його в «Міський Молодіжний Футбольний Клуб Орландо», на цей час цей клуб має декілька команд що грають в молодіжних лігах USL.
Орландо Сіті Б є фарм клубом Орландо Сіті, про створення фарм клубу власники Орландо Сіті заявили у 2015 році., клуб мав почати виступи в USL 2016 року. 30 червня 2016 року власники Орландо Сіті заявили про те що вони не будуть продовжувати дію договору про злиття з футбольним клубом Луїсвілл Сіті, та засновують команду USL в Орландо, якою став футбольний клуб Оландо Сіті Б.

## Кольори та форма
Основними кольорами ФК Орландо Сіті є фіолетовий, золотий та білий.

### Форма
Домашня та виїзна форми:
- Домашня

| 2015–2016 |

- Виїзна

| 2015 | 2016– |  |

### Спонсор
| Сезон | Технічний спонсор | Спонсор        | Ref.   |
| ----- | ----------------- | -------------- | ------ |
| 2015– | Adidas            | Orlando Health | [ 42 ] |

Orlando Health є офіційним спонсором ФК Орландо Сіті з моменту створення клубу, розмістивши свою есмблему на футболках гравців. Orlando Health розширили свою співпрацю з клубом, ставши першим джерсі-партнером в історії MLS, почавши працювати з клубом до того, як він вступив до складу ліги, потрапивши до розширення. Adidas є єдиним постачальником форми для клубу з 2015 року.

## Вболівальники
Перед своїм першим сезоном в MLS у березні 2015 клубом було продано 13 000 сезонних абонементів, а вже до кінця цього місяця було розкуплено ще 1 000 абонементів, таким чином клуб спромігся продати всі доступні 14 000 сезонних абонементів.
Клуб має два основних фанатських угрупування, які в день гри об'єднуються для створення так званої «Стіни»: «The Ruckus» та «The Iron Lion Firm». «The Ruckus» була заснована раніше, у 2010 році, на базі сформованої в 2009 «Orlando Soccer Supporters Club» без приналежності до будь-якого футбольного клубу. «The Iron Lion Firm» відокремилась від «The Ruckus» на початку першого сезону Орландо Сіті.
3 березня 2015 клуб оголосив, що було придбано усі 60 000 квитків на домашню гру-відкриття проти Нью-Йорк Сіті, яка відбувалася на стадіоні Сітрус Боул, а також анонсував що близький до повторення успіху на другій домашній грі проти Ванкувер Вайткепс. 21 квітня 2015 року клуб оголосив, що після того, як він досяг своєї мети продати 14 000 сезонних абонементів, лист очікування почався рухатись вперед. У свій перший сезон Орландо Сіті мав другу найкращу середню відвідуваність у MLS — 32 847 глядача, поступаючись тільки Сіетл Саундерз.

### Талісман
Офіційним талісманом Орландо Сіті є лев на ім'я Кінґстон.

## Склад команди

### Орландо Сіті
.
| №  | Поз. | Нац.      | Гравець            |
| -- | ---- | --------- | ------------------ |
| 1  | ВР   | Перу      | Педро Гальєсе      |
| 2  | ЗХ   | США       | Джонатан Спектор   |
| 3  | ЗХ   | Англія    | Себ Хайнс          |
| 4  | ЗХ   | Словенія  | Давид Брекало      |
| 5  | ПЗ   | Уругвай   | Сесар Араухо       |
| 6  | ПЗ   | Канада    | Річі Лар'є (ПА)    |
| 7  | НП   | Аргентина | Раміро Енріке      |
| 8  | ПЗ   | Бразилія  | Феліпе Мартінш     |
| 9  | НП   | Колумбія  | Луїс Мур'єль       |
| 10 | ПЗ   | Уругвай   | Факундо Торрес     |
| 11 | НП   | Колумбія  | Карлос Рівас (ППГ) |
| 12 | ЗХ   | США       | Кевін Ольстон      |
| 13 | НП   | Гвінея    | Хаджі Баррі        |
| 14 | ПЗ   | Уругвай   | Ніколас Лодейро    |
| 16 | ПЗ   | США       | Тоні Роша          |
| 21 | ЗХ   | Швейцарія | Скотт Зуттер       |

| №  | Поз. | Нац.        | Гравець                                      |
| -- | ---- | ----------- | -------------------------------------------- |
| 22 | ЗХ   | США         | Конор Донован (ПА)                           |
| 23 | ПЗ   | Італія      | Антоніо Ночеріно                             |
| 25 | ЗХ   | США         | Донні Тоя                                    |
| 27 | ЗХ   | Португалія  | Рафаель Рамос                                |
| 28 | ВР   | Пуерто-Рико | Джош Сандерс                                 |
| 29 | ЗХ   | США         | Томмі Редінґ (ПДГ)                           |
| 30 | ПЗ   | Англія      | Денні Дикін                                  |
| 31 | ВР   | США         | Мейсон Стадждар (ПДГ)                        |
| 32 | ПЗ   | Аргентина   | Матіас Перес Ґарсія                          |
| 35 | НП   | Гондурас    | Браян Рочєс (ППГ)                            |
| 36 | ВР   | США         | Ерл Едвардс мол.                             |
| 94 | ЗХ   | Бразилія    | Пі Сі                                        |
| 98 | ПЗ   | США         | П'єр да Сільва                               |
|    | ЗХ   | Гондурас    | Деврон Ґарсія                                |
|    | НП   | Сенегал     | Мусса Сане (в оренді в СК "Дакар Сакре-Кер") |

ПК — гравці «Покоління Адідас»;
ППГ — гравці за «Правилом призначеного гравця»;
ПДГ — гравці за «Правилом доморощеного гравця».

## Персонал

### Керівництво
| Власник мажоритарної частини акцій та голова    | Флавіо Ауґусто да Сільва |
| Власник міноритарної частини акцій та президент | Філ Роулінз              |
| Власник                                         | Джон Боннер              |
| Головний виконавчий директор                    | Алекс Лайтео             |
| Головний менеджер                               | Нікі Будаліч             |

### Тренерський штаб
| Головний тренер                       | Джейсон Крайс |
| Помічник головного тренера            | Сі Джей Браун |
| Помічник головного тренера            | Майлз Джозеф  |
| Тренер воротарів                      | Тім Малквін   |
| Асистент тренера/Координатор академії | Боббі Мерфі   |
| Головний тренер ФК Орландо Сіті В     | Ентоні Пуліс  |

## Статистика
| Рік  | Регулярний сезон MLS | Регулярний сезон MLS | Регулярний сезон MLS | Регулярний сезон MLS | Регулярний сезон MLS | Регулярний сезон MLS | Регулярний сезон MLS | Позиція | Позиція | Плей-офф MLS | Відкритий кубок США з футболу | Ліга чемпіонів КОНКАКАФ | Найкращий бомбардир | Найкращий бомбардир | Найкращий бомбардир |
| Рік  | І                    | В                    | П                    | Н                    | ГЗ                   | ГП                   | О                    | Конф.   | Заг.    | Плей-офф MLS | Відкритий кубок США з футболу | Ліга чемпіонів КОНКАКАФ | Гравець             | Голи                |                     |
| ---- | -------------------- | -------------------- | -------------------- | -------------------- | -------------------- | -------------------- | -------------------- | ------- | ------- | ------------ | ----------------------------- | ----------------------- | ------------------- | ------------------- | ------------------- |
| 2015 | 34                   | 12                   | 14                   | 8                    | 46                   | 56                   | 44                   | 7-е     | 14-е    | DNQ          | QF                            | DNQ                     | Кайл Ларін          | 17                  |                     |
| 2016 | 34                   | 9                    | 11                   | 14                   | 55                   | 60                   | 41                   | 8-е     | 15-е    | DNQ          | R16                           | DNQ                     | Кайл Ларін          | 14                  |                     |

### Головні тренери
- Включаючи регулярний сезон MLS, плей-офф MLS, Лігу Чемпіонів КОНКАКАФ та Відкритий кубок США з футболу.

Станом на 21 серпня 2016
| Тренер             | Національність | Початок роботи    | Кінець роботи  | Ігор | Виграшів | Поразок | Нічиїх | Виграшів % |
| ------------------ | -------------- | ----------------- | -------------- | ---- | -------- | ------- | ------ | ---------- |
| Адріан Хіт         | Англія         | 21 листопада 2014 | 6 липня 2016   | 55   | 19       | 20      | 16     | 34,55      |
| Боббі Мерфі (в.о.) | США            | 7 липня 2016      | 23 липня 2016  | 4    | 0        | 1       | 3      | 00.00      |
| Джейсон Крайс      | США            | 19 липня 2016     | теперішній час | 14   | 5        | 6       | 3      | 35,71      |

## Статистика гравців

### Найбільша кількість ігор
Станом на 6 березня 2017 
| #  | Ім'я              | Період    | MLS (регулярний сезон) | MLS (плей-офф) | Відкритий кубок США | Ліга Чемпіонів КОНКАКАФ | Всього |
| -- | ----------------- | --------- | ---------------------- | -------------- | ------------------- | ----------------------- | ------ |
| 1  | Кайл Ларін        | 2015–     | 60                     | 0              | 2                   | 0                       | 62     |
| 2  | Кака              | 2015–     | 53                     | 0              | 2                   | 0                       | 55     |
| 3  | Себ Хайнс         | 2015–     | 49                     | 0              | 4                   | 0                       | 53     |
| 4  | Карлос Рівас      | 2015–     | 49                     | 0              | 3                   | 0                       | 52     |
| 5  | Крістіан Іґіта    | 2015–     | 48                     | 0              | 2                   | 0                       | 50     |
| 5  | Люк Боден         | 2015–2016 | 45                     | 0              | 4                   | 0                       | 49     |
| 6  | Брек Шей          | 2015–2017 | 46                     | 0              | 1                   | 0                       | 47     |
| 7  | Сервандо Карраско | 2015–     | 44                     | 0              | 3                   | 0                       | 47     |
| 8  | Дарвін Серен      | 2015–2016 | 42                     | 0              | 2                   | 0                       | 44     |
| 9  | Рафаель Рамос     | 2015–     | 37                     | 0              | 4                   | 0                       | 41     |
| 10 | Кевін Моліно      | 2015–2016 | 37                     | 0              | 2                   | 0                       | 39     |

### Найкращі бомбардири
Станом на 6 березня 2017 
| # | Ім'я           | Період    | MLS (регулярний сезон) | MLS (плей-офф) | Відкритий кубок США | Ліга Чемпіонів КОНКАКАФ | Всього |
| - | -------------- | --------- | ---------------------- | -------------- | ------------------- | ----------------------- | ------ |
| 1 | Кайл Ларін     | 2015–     | 32                     | 0              | 1                   | 0                       | 33     |
| 2 | Кака           | 2015–     | 18                     | 0              | 1                   | 0                       | 19     |
| 3 | Кевін Моліно   | 2015–2016 | 11                     | 0              | 1                   | 0                       | 12     |
| 4 | Карлос Рівас   | 2015–     | 3                      | 0              | 4                   | 0                       | 7      |
| 5 | Жуліо Баптіста | 2016      | 6                      | 0              | 0                   | 0                       | 6      |
| 6 | Адріан Вінтер  | 2015–2016 | 5                      | 0              | 0                   | 0                       | 5      |
| 7 | Себ Хайнс      | 2015–     | 4                      | 0              | 0                   | 0                       | 4      |
| 8 | Браян Рочєс    | 2015–     | 3                      | 0              | 0                   | 0                       | 3      |
| 8 | Брек Шей       | 2015–2016 | 3                      | 0              | 0                   | 0                       | 3      |